# Givry, Saône-et-Loire
Givry este o comună în departamentul Saône-et-Loire, Franța. În 2009 avea o populație de 3.748 de locuitori.

## Evoluția populației
| An        | 1975  | 1982  | 1990  | 1999  | 2006  | 2009  |
| --------- | ----- | ----- | ----- | ----- | ----- | ----- |
| Populație | 2.560 | 3.125 | 3.340 | 3.596 | 3.668 | 3.748 |